# آدلینا بوگوچ
آدلینا بوگوچ (انگلیسی: Adelina Boguș؛ زادهٔ ۴ سپتامبر ۱۹۸۸) ورزشکار روئینگ اهل رومانی است.
وی در مسابقات کشوری و بین‌المللی در مجموع برندهٔ ۷ مدال طلا، ۱ مدال نقره، ۶ مدال برنز شده‌است.